# زوجي أوبارا
زوجي أوبارا (مواليد 10 أغسطس 1952 - )هو مغتصب متسلسل كوري ياباني ربما اغتصب ما بين 150 و 400 امرأة. في أكتوبر 2000، وجهت إليه تهمة تخدير واغتصاب وقتل المواطنة البريطانية "لوسي بلاكمان" واغتصاب المواطنة الأسترالية "كاريتا ريدجواي" وقتلها، واغتصاب ثماني نساء أخريات. تم سجنه مدى الحياة بتهم قضايا اغتصاب متعددة والقتل غير العمد، ولكن تمت تبرئته من اغتصاب وقتل "بلاكمان" لعدم وجود أدلة مباشرة. في ديسمبر 2008، وجدت محكمة طوكيو العليا أن أوبارا مذنب في تهم الاختطاف والتقطيع والتخلص من جثة "بلاكمان". حظيت وفاة بلاكمان، وكذلك محاكمة أوبارا، بتغطية صحفية واسعة على الصعيد الدولي، وخاصة في بريطانيا.